# 삼십칠도품
37도품(三十七道品)은 깨달음(도, 보리, 각)에 이르는 37가지의 법을 말하는데, 초기불교의 《아함경》 또는 《니까야》 에서 고타마 붓다가 언급하거나 설명하고 있는 37가지의 도품(道品) 즉 수행법(修行法)을 가리키는 낱말로, 사실상 초기불교의 수행법을 통칭하는 낱말이다.
도품(道品, 팔리어: bodhipakkhiyā dhammā, 산스크리트어: bodhipakṣa dharma)의 팔리어 또는 산스크리트어 문자 그대로의 뜻은 '깨달음(bodhi, 보리)에 속하는(pakkhiyā) 법(dhammā, 法)', '깨달음의 일부를 이루는 법' 또는 '깨달음에 관계된 법'이다. 이런 문자 그대로의 뜻을 따르면서 'bodhi'를 '보리'라고 음역하여, 37도품(三十七道品)이라는 낱말 대신에 37보리분법(三十七菩提分法)이라고도 하는데, 보리분법의 한자어 문자 그대로의 뜻은 '보리의 일부를 이루는 법'이다. 한자어 도품(道品)도 문자 그대로의 뜻이 '도(道: 진리, 깨달음, 또는 진리, 깨달음에 이르는 길)의 1품' 즉 '도의 한 부분'으로 팔리어 원어의 뜻을 충실히 반영하고 있다. 한편, 《아비달마구사론》 제25권에서는 '깨달음 즉 각(覺) 즉 보리에 따르고 보리로 나아가는 것[順趣菩提]'이기 때문에 보리분법이라고 이름한 것이며 보리 즉 각이란 진지(盡智)와 무생지(無生智)를 뜻한다고 말하고 있다.
37도품 또는 37보리분법을 37각분(三十七覺分), 37각지(三十七覺支), 37도분(三十七道分), 37조도법(三十七助道法), 37품도법(三十七品道法), 또는 37품(三十七品)이라고도 한다.
《아함경》에서 고타마 붓다는 여러 가지 도품을 언급하고 있는데, 37도품이라 하면 그 중에서도 4념처 · 4정단 · 4신족 · 5근 · 5력 · 7각지 · 8정도의 37가지 도품 또는 선법(善法) 또는 수행법을 말한다. 이들 7그룹을 7과(七科)라고 한다.
《잡아함경》 등에 따르면, 고타마 붓다는 이들 7과 37도품(七科三十七道品)외에도 4도(四道) · 4법구(四法句) · 지관(止觀) · 정관수습(正觀修習) 등의 도품도 언급하거나 설하였다.
37도품의 명칭만 나열하면 다음과 같다.
1. 4념처(四念處, 四念住): 신념처(身念處) · 수념처(受念處) · 심념처(心念處) · 법념처(法念處)
2. 4정단(四正斷, 四正勤): 단단(斷斷) · 율의단(律儀斷) · 수호단(隨護斷) · 수단(修斷)
3. 4신족(四神足, 四如意足): 욕신족(欲神足) · 근신족(勤神足) · 심신족(心神足) · 관신족(觀神足)
4. 5근(五根): 신근(信根) · 진근(進根) · 염근(念根) · 정근(定根) · 혜근(慧根)
5. 5력(五力): 신력(信力) · 진력(進力) · 염력(念力) · 정력(定力) · 혜력(慧力)
6. 7각지(七覺支): 염각지(念覺支) · 택법각지(擇法覺支) · 정진각지(精進覺支) · 희각지(喜覺支) · 경안각지(輕安覺支) · 정각지(定覺支) · 사각지(捨覺支)[14]
7각분(七覺分): 택법각분(擇法覺分) · 정진각분(精進覺分) · 희각분(喜覺分) · 제각분(除覺分) · 사각분(捨覺分) · 정각분(定覺分) · 염각분(念覺分)[15]
7. 8정도(八正道): 정견(正見) · 정사유(正思惟) · 정어(正語) · 정업(正業) · 정명(正命) · 정정진(正精進) · 정념(正念) · 정정(正定)

## 7과의 다른 이름
|                    | 다른 이름 | 산스크리트어                       | 팔리어                           | 영어                                           | 출전                 |
| ------------------ | --- | ---------------------------------- | -------------------------------- | ---------------------------------------------- | -------------------- |
| 37도품(三十七道品) | - 37각분(三十七覺分) - 37각지(三十七覺支) - 37보리분(三十七菩提分) - 37보리분법(三十七菩提分法) - 37조도법(三十七助道法) - 37조도품(三十七助道品) - 37종보리분법(三十七種菩提分法) - 37품도법(三十七品道法) | saptatriṃśad-bodhi-pakṣikā-dharmāḥ | sattatiṃsa-bodhi-pakkhiyā dhammā | thirty-seven factors of enlightenment          | [ 2 ] [ 9 ]          |
| 1. 4념처(四念處)   | - 4념(四念) - 4념주(四念住) - 4의지(四意止) - 4지념(四止念) | catvāri smṛty-upasthānāni          | cattāro sati-paṭṭhānāni          | four bases of mindfulness                      | [ 30 ] [ 31 ] [ 32 ] |
| 2. 4정단(四正斷)   | - 4단(四斷) - 4의단(四意端) - 4의단(四意斷) - 4정근(四正勤) - 4정승(四正勝) | catvāri prahāṇāni                  | cattāri sammappadhānāni          | four kinds of right effort                     | [ 39 ] [ 40 ] [ 41 ] |
| 3. 4신족(四神足)   | - 4여의분(四如意分) - 4여의족(四如意足) | catvāra-ṛddhipādāḥ                 | cattāro iddhi-pādā               | four occult powers                             | [ 45 ] [ 46 ] [ 47 ] |
| 4. 5근(五根)       | - 5무루근(五無漏根) - 5선근(五善根) | pañcendriyāṇi                      | pañc' indriyāni                  | five wholesome roots                           | [ 52 ] [ 49 ]        |
| 5. 5력(五力)       | | pañca-balāni                       |                                  | five powers                                    | [ 54 ] [ 55 ]        |
| 6. 7각지(七覺支)   | - 7각(七覺) - 7각분(七覺分) - 7각의(七覺意) - 7각의법(七覺意法) - 7각지(七覺志) - 7각지법(七覺支法) - 7등각지(七等覺支) - 7보리보(七菩提寶) - 7보리분(七菩提分) - 7보리분보(七菩提分寶) - 7사학(七事學) - 7편각지(七遍覺支) | sapta-bodhy-angāni                 | satta-bojjhaṅgā                  | seven factors of enlightenment                 | [ 69 ] [ 70 ] [ 71 ] |
| 7. 8정도(八正道)   | - 8도(八道) - 8도분(八道分) - 8도선(八道船) - 8도행(八道行) - 8로(八路) - 8법(八法) - 8성도(八聖道) - 8성도분(八聖道分) - 8성도지(八聖道支) - 8유행(八游行) - 8유행(八由行) - 8정(八正) - 8정도분(八正道分) - 8정문(八正門) - 8지(八支) - 8지성도(八支聖道) - 8지정도(八支正道) - 8직도(八直道) - 8직행(八直行) - 현성8도(賢聖八道) | āryâṣṭâṅga-mārga                   | ariya-aṭṭhāṅgika-magga           | - eightfold correct path - eightfold holy path | [ 94 ] [ 95 ] [ 96 ] |

## 4념처
4념처는 신념처(身念處) · 수념처(受念處) · 심념처(心念處) · 법념처(法念處)로 이루어져 있다.
《불설선행삼십칠품경》(佛說禪行三十七品經)에서는 4념처에 대해 다음과 같이 말하고 있다.

T15n0604_p0180c11║「諸比丘！若能彈指間，惟行自身身止

T15n0604_p0180c12║觀，外身身止觀，內外身身止觀，分別念解世

T15n0604_p0180c13║間癡惱，是為精進，為如佛教，非是愚癡食人

T15n0604_p0180c14║施，何況能多行者，撮取其要；若彈指間，止

T15n0604_p0180c15║觀痛，若止觀意及止觀法，內外分別念，解世

T15n0604_p0180c16║間癡惱，皆如上說，何況多行者；是故可念行

T15n0604_p0180c17║四意止。」
“만일 능히 손가락을 튀기는 순간에도 오직 자신의 몸[身]을 수동적으로 주의집중[止觀]하여 알아차리고[分別念], 다른 사람[外身]의 몸을 수동적으로 주의집중하여 알아차리고, 자신과 다른 사람[內外身]의 몸을 [교대로] 수동적으로 주의집중하여 알아차리고 [그럼으로써] 세간의 어리석음과 괴로움[癡惱, 즉, 무상과 무아 - 치뇌는 무상과 무아를 알지 못해 생긴 것이므로]을 깨닫는다[解]면 이것이 바로 정진(精進)이며, 부처님께서 가르치신 대로이니, [이제 막 수행에 진입한] 이 어리석은 사람도 남의 보시만 먹는 것이 아닐진대 어찌 하물며 능히 많이 행한 이가 그렇겠는가?

그 요체(要體)를 모아 잡아서 만약 손가락 튀기는 순간에라도 느낌[受, 痛]을 수동적으로 주의집중[止觀]하여 알아차리고[分別念], 마음[心, 意]을 수동적으로 주의집중하여 알아차리고, 법(法)을 수동적으로 주의집중하여 알아차리는 것을 자신과 다른 사람에 대해 [교대로] 그렇게 하고 [그럼으로써] 세간의 어리석음과 괴로움[癡惱, 즉, 무상과 무아]을 깨닫는다[解]면, 모두 위에서 설한 바와 같으니, 어찌 하물며 많이 행한 이이겠느냐? 그러므로 4념처(四念處, 四意止)를 잊지 말고 행해야 하느니라.”— 《불설선행삼십칠품경》(佛說禪行三十七品經) 한문본 & 한글본, 한글본은 편집자가 수정

쉽게 말하자면, 4념처는 마음의 힘 즉 '마음의 생각[念]하는 힘' 즉 '주의력과 집중력과 이 힘들과 함께하는 자각력(알아차리는 힘)'을 어떻게 써야 진리를 알아[慧] 윤회를 끝낼 수 있는가를 드러내신 것이다.

T02n0099_p0188a27║「何等為念力？謂四念處。」

어떤 것을 생각의 힘이라고 하는가? 4념처(念處)를 일컫는 말이다.— 《잡아함경》 제26권 제691경 〈광설칠력경〉(廣說七力經)    한문본 & 한글본

참고로 국어사전에 따르면 '생각'은 다음과 같이 여러 가지 뜻이 있는데 이 중에서 2와 7이 불교에서 말하는 생각[念]에 해당한다. 
1. 사물을 헤아리고 판단하는 작용. 예: 올바른 생각.
2. 어떤 사람이나 일 따위에 대한 기억. 예: 고향 생각이 난다.
3. 어떤 일을 하고 싶어 하거나 관심을 가짐. 또는 그런 일. 예: 우리 수영장 갈 건데 너도 생각이 있으면 같이 가자.
4. 어떤 일을 하려고 마음을 먹음. 또는 그런 마음. 예: 이번에 그녀에게 청혼할 생각이다.
5. 앞으로 일어날 일에 대하여 상상해 봄. 또는 그런 상상. 예: 도둑과 불량배가 꿈에도 생각 못했던 기회를 잡아 날뛰었다.
6. 어떤 일에 대한 의견이나 느낌을 가짐. 또는 그 의견이나 느낌. 예: 쓸쓸한 생각.
7. 어떤 사람이나 일에 대하여 성의를 보이거나 정성을 기울임. 또는 그런 일. 예: 우리 아들 생각도 좀 해 주게.
8. 사리를 분별함. 또는 그런 일. 예: 그는 생각이 깊다.
1과 8은 심(尋)과 사(伺)와 혜(慧)에 해당하는데 이 중에서 특히 혜는 4념처의 념(念)이 일어나는 근저가 된다. 3과 4는 사(思)와 욕(欲)에 해당하고, 5는 심(尋)과 사(伺)에 해당하고, 6은 상(想)과 견(見)에 해당한다. 정리하자면, 념(念)은 그 자체로서는 2의 기억력과 7의 주의력을 뜻하는데, 4념처에서의 념은 단순히 념 자체만이 아니고 혜(慧)를 근거로 하는 념이기 때문에, 1의 판단력과 8의 식별력, 즉, 알아차림, 즉, 반야가 함께 하는 념을 뜻한다. 이러한 복합적인 의미가 있기 때문에 4념처의 념은 단순히 '주의집중'이 아니라 '주의집중에 의한 알아차림'이다. 그리고 이 주의집중은 4념처의 구체적 수행법을 보면, 관찰 대상을 제어하려는 의도 없이 행하라고 되어 있기 때문에 '능동적 주의집중[觀]'이라기 보다는 '수동적 주의집중[止觀]'이다. 따라서 4념처의 념은 '수동적 주의집중[念 = 止觀]에 의한 알아차림[慧]'이다.
위의 《불설선행삼십칠품경》에서는 4념처를 몸 · 느낌 · 마음 · 법(法)을 지관(止觀, 수동적 주의집중)하여 알아차리는 것이라고 정의하고 있는데, 《별역잡아함경》 제5권 〈제102경〉에서도 "몸을 관찰하는 염처[觀身念處], 느낌을 관찰하는 염처[觀受念處], 마음을 관찰하는 염처[觀心念處], 법을 관찰하는 염처[觀法念處]"라고 하여 같은 뜻으로 정의하고 있다. 더불어 4념처, 즉, 마음의 힘 즉 마음의 생각하는 힘 즉 주의력과 집중력과 자각력을 잘 쓰는 것에 대해 '오직 하나의 도'[唯一道]라고 하여 매우 큰 무게를 두고 말씀하고 있다.

T02n0100_p0410b10║如是我聞： 一時，佛在優樓頻螺聚落，

T02n0100_p0410b11║泥連河側菩提樹下，成佛未久。佛於樹下，獨

T02n0100_p0410b12║坐思惟，而作是念：「唯有一道，能淨眾生，使離

T02n0100_p0410b13║苦惱，亦能除滅不善惡業，獲正法利，所言法

T02n0100_p0410b14║者，即四念處。云何名為四念處耶？觀身念處、

T02n0100_p0410b15║觀受念處、觀心念處、觀法念處。若人不修四

T02n0100_p0410b16║念處者，為遠離賢聖之法，遠離聖道。若離聖

T02n0100_p0410b17║道，即遠離甘露。若遠離甘露，則不免生老病

T02n0100_p0410b18║死、憂悲苦惱。如是等人，我說終不能得離於

T02n0100_p0410b19║一切諸苦。若修四念處，即親近賢聖法者，若

T02n0100_p0410b20║親近賢聖法，即親近賢聖道。若親近賢聖道，

T02n0100_p0410b21║即親近甘露法。若親近甘露法，即能得免生

T02n0100_p0410b22║老病死、憂悲苦惱。若免生老病死、憂悲苦惱，

T02n0100_p0410b23║如是等人，即說離苦。」
이와 같이 나는 들었다.

어느 때 부처님께서 우루빈라 마을 니련선하 언덕의 보리수 밑에 계셨다. 성불하신 지 얼마 되지 않았었다.

부처님께서는 나무 밑에 혼자 앉아서 사색하시며, 이러한 생각을 하셨다.
‘오직 하나의 도가 능히 중생을 청정하게 해서 괴로움을 여의게 할 수 있고, 또한 좋지 못한 나쁜 업을 없애서 바른 법의 이익을 얻게 할 수 있다. 이 법이란 곧 4념처(念處)를 말한다.
무엇을 4념처라고 하는가? 몸을 관찰하는 염처[觀身念處], 느낌을 관찰하는 염처[觀受念處], 마음을 관찰하는 염처[觀心念處], 법을 관찰하는 염처[觀法念處]이다.
만약 어떤 사람이 이 4념처를 닦지 않으면 성현의 법을 멀리한 것이고, 거룩한 도를 멀리한 것이다. 거룩한 도를 멀리한다면 곧 감로(甘露)를 멀리 여의는 것이며, 만일 감로를 멀리 여읜다면 곧 나고 늙고 병들고 죽음과 근심 · 슬픔 · 괴로움을 면하지 못하리니, 이런 사람들에 대해서 나는 〈끝내 온갖 괴로움을 벗어나지 못한다〉고 말한다.

만일 4념처를 닦는다면 곧 성현의 법을 가까이하는 것이며, 성현의 법을 가까이하면 곧 성현의 도를 가까이하는 것이며, 성현의 도를 가까이하면 곧 감로의 법을 가까이하는 것이며, 감로의 법을 가까이하면 곧 나고 늙고 병들고 죽음과 근심 · 슬픔과 괴로움을 면하게 될 것이며, 나고 늙고 병들고 죽음과 근심 · 슬픔 · 괴로움을 면한다면 이런 사람에 대해서는 곧 고통을 여읜다고 말한다.’— 《별역잡아함경》 제5권 〈제102경〉    한문본 & 한글본. 편집자가 일부 번역 수정.

대승불교의 논서인 《대지도론》 제19권에서는 다음과 같이 4념처에 대해 "몸을 부정하다고 관찰하는 것[觀身不淨], 느낌을 괴롭다고 관찰하는 것[觀受是苦], 마음을 무상하다고 관찰하는 것[觀心無常], 법을 무아라고 관찰하는 것[觀法無我]"이라고 정의하고 있다. 즉, 염(念), 즉, 지관하여 알아차림의 의미를 조금 더 구체적으로 말하고 있다.

T25n1509_p0198c10║ 問曰： 何等是四念處？ 答曰：

T25n1509_p0198c11║ 身念處，受、心、法念處，是為四念處。觀四法四

T25n1509_p0198c12║ 種：觀身不淨，觀受是苦，觀心無常，觀法

T25n1509_p0198c13║ 無我。是四法雖各有四種，身應多觀不淨，

T25n1509_p0198c14║ 受多觀苦，心多觀無常，法多觀無我。

【문】 무엇이 4념처인가?

【답】 신념처(身念處)와 수(受)ㆍ심(心)ㆍ법(法)의 염처이니, 이것이 4념처이다.

네 가지 법을 네 종류로 관찰하니, 곧 몸이 부정하다고 관찰하고, 느낌은 괴롭다고 관찰하고, 마음은 무상하다고 관찰하고, 법은 나가 없다고 관찰한다.

이 네 가지 법이 각각 네 가지 법을 갖추고 있으나, 몸에서는 부정을 많이 관하고, 느낌에서는 괴로움을 많이 관하고, 마음에서는 무상함을 많이 관하고, 법에서는 나 없음을 많이 관해야 한다.
— 《대지도론》(大智度論) 제19권. 한문본 & 한글본

### 신념처
신념처는 몸 즉 육체를 관찰하는 것으로, 자신의 몸과 다른 사람의 몸을 관찰하는 것, 보다 정확히는, 지관(止觀, 사마타-비파사나, 정혜)하여 알아차리는 것으로 구성되어 있다. 특히, 신념처에는 이후 선정 수행의 기초가 되는 수식관(數息觀, 지식념 持息念)과 몸에 대한 탐착을 조복(단멸이 아님)시키는 부정관(不淨觀)이 포함되어 있다. 부정관에 주목하여, 신념처를 몸이 부정하다고 관하는 것이라고 간략히 정의하기도 한다. 또는 신념처를 몸을 몸 그대로 관하는 것[觀身如身]이라고 정의하기도 한다. 신념처 수행의 목적이라는 측면에서는, 신념처는 먼저 선행적인 수식관과 부정관으로 각각 선정력(욕계산지의 선정력으로, 진정한 선정력은 아님)을 기르고 탐욕(특히 음욕)을 조복시킨 후, 이를 바탕으로 본격적으로 '몸을 부정한 것이라고 지관하거나' 또는 '몸을 몸 그대로 지관하여' 무상의 진리를 실천적으로 깨우치는 것이다.
팔리어 경전 중 《디가 니까야》 제22경 〈대념처경〉(Mahāsatipaṭṭhāna Sutta)에 나타나는 신념처의 내용은 다음과 같다.
1. 호흡의 출입에 대한 알아차림
2. 몸의 상태에 대한 알아차림
3. 몸의 행동에 대한 알아차림
4. 몸을 구성하는 32가지 요소에 대한 알아차림
5. 몸의 4대 요소에 대한 알아차림
6. 죽은 시체에 대한 관찰
7. 죽은 시체를 짐승들이 쪼아 먹는 모습에 대한 관찰
8. 해골에 살과 피와 힘줄이 뒤엉켜 있는 모습에 대한 관찰
9. 해골에 피와 힘줄이 뒤엉켜 있는 모습에 대한 관찰
10. 해골에 힘줄만 남아 붙어 있는 모습에 대한 관찰
11. 해골과 뼈가 흩어져 있는 모습에 대한 관찰
12. 해골이 하얗게 바랜 모습에 대한 관찰
13. 해골이 뼈 무더기로 변한 모습에 대한 관찰
14. 뼈가 삭아 티끌로 변한 모습에 대한 관찰

신념처를 비롯한 4념처 수행의 목적과 관련하여 《잡아합경》 제7권 제177경 〈신관주경 ②〉에서 고타마 붓다는 다음과 같이 설하고 있다.

T02n0099_p0046b19║如是我聞： 一時，佛住舍衛國祇樹給孤

T02n0099_p0046b20║獨園。 爾時，世尊告諸比丘：「猶如有人火燒

T02n0099_p0046b21║頭衣，當云何救？」 比丘白佛言：「世尊！當起增

T02n0099_p0046b22║上欲，慇懃方便時救令滅。」 佛告比丘：「頭衣

T02n0099_p0046b23║燒然尚可暫忘，無常盛火應盡斷，為斷

T02n0099_p0046b24║無常火故，隨修內身身觀住。云何為斷

T02n0099_p0046b25║無常火故，隨修內身身觀住？謂色無常，

T02n0099_p0046b26║為斷彼故，隨修內身身觀住。受、想、行、識無

T02n0099_p0046b27║常，為斷彼故，隨修內身身觀住……」廣說乃至……。

T02n0099_p0046b28║佛說此經已，諸比丘聞佛所說，歡喜奉

T02n0099_p0046b29║行。

T02n0099_p0046c01║如無常，如是過去無常、未來無常、現在無

T02n0099_p0046c02║常、過去未來無常、過去現在無常、未來現

T02n0099_p0046c03║在無常、過去未來現在無常。如內身身觀

T02n0099_p0046c04║住八經，如是外身身觀八經、內外身身觀八

T02n0099_p0046c05║經如上說。 如身念處二十四經，如是受念

T02n0099_p0046c06║處、心念處、法念處二十四經如上說。

이와 같이 나는 들었다.
어느 때 부처님께서 사위국 기수급고독원에 계셨다.
그때 세존께서 모든 비구들에게 말씀하셨다.
“마치 어떤 사람이 불로 머리나 옷을 태우는 것과 같나니 그것을 어떻게 꺼야 하겠는가？”
비구들은 부처님께 아뢰었다.
“세존이시여, 마땅히 왕성한 의욕을 일으키고 간절한 방편을 써서 서둘러 꺼야 합니다.”
부처님께서는 말씀하셨다.
“머리나 옷이 타는 것은 잠깐 잊을 수 있다 하더라도 무상의 왕성한 불은 완전히 꺼서 없애야 하나니, 그 무상의 불을 끄기 위해서는 안의 몸을 몸 그대로 관찰하는 머무름을 닦아야 하느니라. 어떤 무상의 불을 끄기 위하여 안의 몸을 몸 그대로 관찰하는 머무름을 닦는가？ 이른바 색은 무상한 것이니 그것을 끊기 위하여[즉, 색은 무상한 것이 아니므로 안주할 만한 것이라는 무명에 바탕한 탐착과 성냄과 이 무명 자체를 끊기 위하여, 달리 말해, 공의 진리를 체득하기 위하여] 안의 몸을 몸 그대로 관찰하는 머무름을 닦고, 수ㆍ상ㆍ행ㆍ식은 무상한 것이니 그것을 끊기 위하여 안의 몸을 몸 그대로 관찰하는 머무름을 닦는 것이니라.……(이 사이의 자세한 내용은 앞에서 설한 것과 같다).”
부처님께서 이 경을 말씀하시자, 모든 비구들은 부처님의 말씀을 듣고 기뻐하며 받들어 행하였다.

무상(無常)을 설한 것에서와 마찬가지로 과거무상(過去無常)ㆍ미래무상(未來無常)ㆍ현재무상(現在無常)ㆍ과거미래무상(過去未來無常)ㆍ과거현재무상(過去現在無常)ㆍ미래현재무상(未來現在無常)ㆍ과거미래현재무상(過去未來現在無常)에 대해서도 앞에서와 같이 말씀하셨다.
안의 몸을 몸 그대로 관찰하는 머무름에 해당되는 8경과 같이, 바깥의 몸을 몸 그대로 관찰하는 8경과 안팎의 몸을 몸 그대로 관찰하는 8경의 자세한 내용도 앞에서 말한 것과 같다.
몸을 관찰하는 념처[身念處]에 해당되는 24경과 같이, 느낌을 관찰하는 념처[受念處], 마음을 관찰하는 념처[心念處], 법을 관찰하는 념처[法念處]에 해당되는 24경의 자세한 내용도 앞 경에서 말한 것과 같다.— 《잡아합경》 제7권 제177경 〈신관주경 ②〉 
한문본 & 한글본, 대괄호는 편집자 편집

### 수념처
수념처는 느낌[受] 즉 감각을 지관하여 알아차리는 것으로, 간략히 정의하자면, 느낌을 괴로운 것이라고 관하는 것 또는 느낌을 느낌 그대로 관하는 것[觀覺如覺 = 觀受如受]이다. 수념처 수행의 목적이라는 측면에서는, 수념처는 모든 일어나는 느낌을 지관하여 알아차리는데, '일반적인 범부의 상태에서는 항상 낙수(樂受)를 좋아하여 그것을 쫒아 구하는데 이러한 추구와 애착이 도리어 고를 낳는 원인이 된다는 것을 지관하여 알아차리고 또한 일어나는 모든 느낌을 생멸하는 것이므로 고라고 지관하여 알차리거나' 또는 '느낌을 느낌 그대로 지관하여 알아차려서' 무상의 진리를 실천적으로 깨우치는 것이다.
팔리어 경전 중 《디가 니까야》 제22경 〈대념처경〉(Mahāsatipaṭṭhāna Sutta)에 나타나는 수념처의 내용은 다음과 같다.
1. 즐거운 느낌에 대한 알아차림
2. 괴로운 느낌에 대한 알아차림
3. 즐겁지도 괴롭지도 않은 느낌에 대한 알아차림
4. 속된 즐거운 느낌에 대한 알아차림
5. 속되지 않은 즐거운 느낌에 대한 알아차림
6. 속된 괴로운 느낌에 대한 알아차림
7. 속되지 않은 괴로운 느낌에 대한 알아차림
8. 속된 즐겁지도 괴롭지도 않은 느낌에 대한 알아차림
9. 속되지 않은 즐겁지도 괴롭지도 않은 느낌에 대한 알아차림

### 심념처
심념처는 마음[心]을 지관하여 알아차리는 것으로, 간략히 정의하자면, 마음을 무상한 것이라고 관하는 것 또는 마음을 마음 그대로 관하는 것[觀心如心]이다. 마음이란 안식 · 이식 · 비식 · 설식 · 신식 · 의식의 6식 또는 여기에 말나식과 아뢰야식을 더한 8식을 말한다. 심념처 수행의 목적이라는 측면에서는, 심념처는 '마음이 항상하는 존재(법)가 아니라 생각 생각마다 일어나고 사라지는 생멸하는 존재라는 것을 지관하여 알아차리거나' 또는 '마음을 마음 그대로 지관하여 알아차려서' 무상의 진리를 실천적으로 깨우치는 것이다.
팔리어 경전 중 《디가 니까야》 제22경 〈대념처경〉(Mahāsatipaṭṭhāna Sutta)에 나타나는 심념처의 내용은 다음과 같다.
1. 탐욕이 있음에 대한 알아차림
2. 탐욕이 없음에 대한 알아차림
3. 분노가 있음에 대한 알아차림
4. 분노가 없음에 대한 알아차림
5. 어리석음이 있음에 대한 알아차림
6. 어리석음이 없음에 대한 알아차림
7. 위축됨이 있음에 대한 알아차림[108]
8. 산란함이 있음에 대한 알아차림[109]
9. 넓은 마음이 있음에 대한 알아차림
10. 넓은 마음이 없음에 대한 알아차림
11. 우월한 마음이 있음에 대한 알아차림
12. 우월한 마음이 없음에 대한 알아차림
13. 고요한 마음이 있음에 대한 알아차림
14. 고요한 마음이 없음에 대한 알아차림
15. 해탈한 마음이 있음에 대한 알아차림
16. 해탈한 마음이 없음에 대한 알아차림

### 법념처
법념처는 법(法) 즉 존재 또는 현상을 지관하여 알아차리는 것으로, 간략히 정의하자면, 온갖 존재 또는 현상을 무아(無我)라고 즉 나라고 부를만한 자성이 없는 것이라고 관하는 것 또는 법을 법 그대로 관하는 것[觀法如法]이다. 법념처 수행의 목적이라는 측면에서는, 법념처는 '모든 생겨난 존재가 인연의 화합에 의해 생겨나는 것으로 본질적으로 무아라는 것을 지관하여 알아차리거나' 또는 '법을 법 그대로 지관하여 알아차려서' 무상의 진리를 실천적으로 깨우치는 것이다.
팔리어 경전 중 《디가 니까야》 제22경 〈대념처경〉(Mahāsatipaṭṭhāna Sutta)에 나타나는 법념처의 내용은 다음과 같다.
1. 다섯 장애[五蓋]에 대한 알아차림
2. 다섯 집착된 온[五取蘊]에 대한 알아차림
3. 여섯 터전[六入處]에 대한 알아차림
4. 일곱 깨달음 요소[七覺支]에 대한 알아차림
5. 네 가지 거룩한 진리[四聖諦]의 법에 대한 알아차림

## 4정단
4정단(四正斷)은 단단(斷斷) · 율의단(律儀斷) · 수호단(隨護斷) · 수단(修斷)을 말한다.
《불설선행삼십칠품경》(佛說禪行三十七品經)에서는 4정단에 대해 다음과 같이 말하고 있다.

T15n0604_p0180c18║佛言：「諸比丘！若彈指間，惟行未生惡法不令

T15n0604_p0180c19║生(율의단)，勸意治行，精進攝意，是為精進行禪，為如

T15n0604_p0180c20║佛教，不是愚癡食人施，何況多行者，撮取其

T15n0604_p0180c21║要；若彈指間，惟行已生惡法即得斷(단단)，若惟

T15n0604_p0180c22║行未生善法便發生(수호단)，及已生善法立不忘，增

T15n0604_p0180c23║行得滿(수단)，勸意治行，精進攝意，皆如上說，何況

T15n0604_p0180c24║多行者；是故可念行四意斷(4정단)。
부처님께서 모든 비구들에게 말씀하셨다. “만일 손가락을 튀기는 순간에도 오직 아직 생겨나지 않은 악법은 생겨나지 못하게 하며(율의단), 뜻을 권하여 행을 다스리고 정진하여서 뜻을 거두기를 행한다면, 이것이 바로 정진(精進)하여 선(禪)을 행하는 것이며, 부처님께서 가르치신 대로이니, 이 어리석은 사람이 남의 보시만 먹는 것이 아닐진대, 어찌 하물며 많이 행한 이이겠느냐?

그 요체를 모아 잡아서 만약 손가락 튀기는 순간에도 오직 이미 생겨난 악법(惡法)은 곧 끊기를 행하며(단단), 아직 생겨나지 않은 선법(善法)은 곧 생겨나게 하고(수호단), 이미 생겨난 선법은 세워 잊지 않아서 행을 더하여 원만함을 얻으며(수단), 뜻을 권하여 행을 다스리고 정진하여 뜻을 거둔다면, 모두 위에서 설한 바와 같으니, 어찌 하물며 많이 행하는 이이겠느냐? 그러므로 4정단(四正斷, 4의단 四意斷)을 생각하여 행해야 하느니라.”— 《불설선행삼십칠품경》(佛說禪行三十七品經) 
한문본 & 한글본, 한문본의 괄호와 한글본의 일부는 편집자가 편집

위의 《불설선행삼십칠품경》에 나타난 바와 같이 4정단의 각 요소를 간략히 정의하면 다음과 같다.
- 단단(斷斷): 이미 생겨난 악을 끊는 것
- 율의단(律儀斷): 아직 생겨나지 않은 악을 생겨나지 못하게 하는 것
- 수호단(隨護斷): 아직 생겨나지 않은 선을 생겨나게 하는 것
- 수단(修斷): 이미 생겨난 선을 강화하는 것

보다 자세히 말하자면, 먼저, 단단(斷斷) · 율의단(律儀斷) · 수호단(隨護斷) · 수단(修斷)에 공통된 낱말 '단'(斷)에는 번뇌를 끊는다[斷除煩惱], 결단하여 실행한다[決定而斷行], 게으름[懈怠]을 바로 지금 끊는다[正斷]는 세 가지 뜻이 있다.
단단은 끊어야 할 것[斷]을 끊는다[斷] 또는 끊는 것[斷]을 결단하여 실행한다[斷]는 것으로, 이미 생겨난 즉 현행하고 있는 5악 · 10악 · 5개 · 수번뇌를 비롯한 제반 번뇌를 끊기 위해 바로 지금 게으름을 끊고 정진하는 것을 뜻한다.
율의단은 율의(律儀) 즉 계율로써 미리 끊는다[斷] 또는 율의로써 결단하여 실행한다[斷]는 것으로, 계율을 지킴으로써 그 계율의 상대가 되는 아직 생겨나지 않은 즉 아직 현행하지 않은 5악 · 10악 · 5개 · 수번뇌를 비롯한 제반 번뇌를 끊기 위해 즉 그 번뇌가 계속 현행하지 않도록 하기 위해 바로 지금 게으름을 끊고 정진하는 것을 뜻한다.
수호단은 따라 지켜야 할 것을 따라 지켜서[隨護] 끊는다[斷] 또는 따라 지키는 것[隨護]을 결단하여 실행한다[斷]는 것으로, 아직 현행하지 않은 선법(善法) 또는 정법(正法) 또는 무루법을 따라 마음(몸과 말과 뜻)을 지킴으로써 그것을 가로막고 현행하지 못하게 하는 번뇌를 끊거나 조복시키고 결국 그 선법 또는 정법 또는 무루법이 현행하게 하기 위해 바로 지금 게으름을 끊고 정진하는 것을 뜻한다.
수단은 반복하여 닦아서[修] 끊는다[斷] 또는 반복하여 닦는 것[修]을 결단하여 실행한다[斷]는 것으로, 이미 현행한 선법 또는 정법 또는 무루법을 더욱 닦아 증장시켜 그것의 완전한 실현을 가로막고 현행하지 못하게 하는 번뇌를 끊어 그것이 완전히 현행하게 하기 위해 바로 지금 게으름을 끊고 정진하는 것을 뜻한다.
《잡아함경》 제31권 제877경 〈사정단경 ③〉에서는 다음과 같이 설하고 있다.

T02n0099_p0221a21║如是我聞： 一時，佛住舍衛國祇樹給孤

T02n0099_p0221a22║獨園。 爾時，世尊告諸比丘：「有四正斷。何等

T02n0099_p0221a23║為四？一者斷斷，二者律儀斷，三者隨護斷，

T02n0099_p0221a24║四者修斷。云何為斷斷？謂比丘亦已起惡

T02n0099_p0221a25║不善法斷，生欲、方便、精勤、心攝受，是為斷

T02n0099_p0221a26║斷。云何律儀斷？未起惡不善法不起，生欲、方

T02n0099_p0221a27║便、精勤、攝受，是名律儀斷。云何隨護斷？未起

T02n0099_p0221a28║善法令起，生欲、方便、精勤攝受，是名隨護

T02n0099_p0221a29║斷。云何修斷？已起善法增益修習，生欲、方便、

T02n0099_p0221b01║精勤、攝受，是為修斷。」 佛說此經已，諸比丘

T02n0099_p0221b02║聞佛所說，歡喜奉行。
이와 같이 나는 들었다.

어느 때 부처님께서 사위국 기수급고독원에 계셨다.

그때 세존께서 모든 비구들에게 말씀하셨다.

“4정단이 있다. 어떤 것이 그 네 가지인가？ 첫째는 단단이요, 둘째는 율의단이요, 셋째는 수호단이요, 넷째는 수단이니라. 어떤 것을 단단이라고 하는가？ 이른바 비구가 이미 일어난 악하고 착하지 않은 법을 끊으려는 의욕을 내어, 방편을 써서 꾸준히 노력하고 마음으로 거두어들이는 것을 단단이라고 한다. 어떤 것을 율의단이라 하는가？ 아직 일어나지 않은 악하고 착하지 않은 법을 일어나지 않게 하려는 의욕을 내어, 방편을 써서 꾸준히 노력하고 거두어들이는 것을 율의단이라고 한다. 어떤 것을 수호단이라고 하는가？ 아직 일어나지 않은 착한 법을 일어나게 하려는 의욕을 내어, 방편을 써서 꾸준히 노력하고 거두어들이는 것을 수호단이라고 한다. 어떤 것을 수단이라 하는가？ 이미 일어난 착한 법을 더욱 닦아 익히려는 의욕을 내어, 방편을 써서 꾸준히 노력하고 거두어들이는 것을 수단이라고 하느니라.”

부처님께서 이 경을 말씀하시자, 모든 비구들은 부처님의 말씀을 듣고 기뻐하며 받들어 행하였다.
— 《잡아함경》 제31권 제877경 〈사정단경 ③〉한문본 & 한글본

## 4신족
4신족(四神足)은 욕신족(欲神足) · 근신족(勤神足) · 심신족(心神足) · 관신족(觀神足)을 말한다.
《불설선행삼십칠품경》(佛說禪行三十七品經)에서는 4신족에 대해 다음과 같이 말하고 있다.

T15n0604_p0180c25║佛言：「諸比丘！若彈指間，惟行欲定(욕신족)斷生死，惟

T15n0604_p0181a01║神足，是為最精進行禪，為如佛教，不是愚癡

T15n0604_p0181a02║食人施，何況多行者，撮取其要；若彈指間，惟

T15n0604_p0181a03║行精進定(근신족)，若惟行意定(심신족)

T15n0604_p0181a03║及戒定(심신족)斷生死，惟神

T15n0604_p0181a04║足，皆如上說，何況多行者；是故可念行四神

T15n0604_p0181a05║足。」
부처님께서 모든 비구들에게 말씀하셨다.“만약 손가락을 튀기는 순간에도 오직 욕신족(欲神足, 욕정 欲定)을 행하여 생사를 끊고, 신족(神足)을 사유(思惟)한다면, 이것이 바로 최상의 정진으로 선을 행하는 것이며, 부처님께서 가르치신 대로이니, 어리석은 사람이 남의 보시만 먹는 것이 아닐진대, 어찌 하물며 많이 행한 이이겠느냐?

그 요체를 모아 잡아서 만약 손가락을 튀기는 순간에도 오직 근신족(勤神足, 정진정 精進定)을 행하며, 심신족(心神足, 의정 意定) 및 관신족(觀神足, 계정 戒定)을 행하여 생사를 끊고, 신족을 사유한다면, 모두 위에서 설한 바와 같으니, 어찌 하물며 많이 행한 이이겠느냐? 그러므로 4신족(神足)을 생각하여 행해야 하느니라.”— 《불설선행삼십칠품경》(佛說禪行三十七品經) 
한문본 & 한글본, 한문본의 괄호와 한글본의 일부는 편집자가 편집

욕신족은 욕구[欲] 즉 마음의 희구하는 힘 즉 기도(祈禱)나 염불을 통해 인발(引發)된 선정과 그 선정을 통해 성취한 신통력을 뜻한다.
근신족은 정진[勤] 즉 마음의 열심히 행하는 힘 즉 악을 끊고 선을 증장시키려는 지속적인 노력을 통해 인발된 선정과 그 선정을 통해 성취한 신통력을 뜻한다. 보시 즉 봉사활동을 통해 인발된 선정과 그 선정을 통해 성취한 신통력을 뜻한다.
심신족은 마음[心]의 생각하는[念] 힘 즉 주의력과 집중력과 자각력 즉 4념처를 통해 인발된 선정과 그 선정을 통해 성취한 신통력을 뜻한다.
관신족은 마음의 사유하는[觀, 尋] 힘 즉 불법(佛法)의 이치를 사유함[觀]을 통해 인발된 선정과 그 선정을 통해 성취한 신통력을 뜻한다. 불법의 이치를 사유한다는 것은 예를 들어 4성제 · 12연기법 · 37도품 · 4무량심 · 6바라밀 · 공의 이치에 대해 사유하는 것을 말한다.
말하자면, 4신족은 선정 즉 삼매를 성취하는 방법으로 네 가지 길이 있음을 뜻한다. 요가에 대비하자면, 욕신족은 박티 요가, 근신족은 카르마 요가, 심신족은 라자 요가, 관신족은 즈냐나 요가에 해당한다. 그리고 선정은 반야가 발현되게 하는 직접적인 수단 또는 원인이다.

## 5근
5근(五根)은 신근(信根) · 진근(進根) · 염근(念根) · 정근(定根) · 혜근(慧根)을 말한다.
《불설선행삼십칠품경》(佛說禪行三十七品經)에서는 5근에 대해 다음과 같이 말하고 있다.

T15n0604_p0181a05║佛言：「諸比丘！若彈指間，惟行信根(신근)，以見四

T15n0604_p0181a06║喜之事，不離佛亦法與眾及戒，是為精進行

T15n0604_p0181a07║禪，為如佛教，不是愚癡食人施，何況多行者，

T15n0604_p0181a08║撮取其要；若彈指間，惟行精進根(진근)，以見四意

T15n0604_p0181a09║斷(4정단)；若惟行念根(염근)，以見四意止(4념처)；若惟行定根(정근)，以

T15n0604_p0181a10║見四禪；若惟行慧根(혜근)，以見四諦，皆如上說，何

T15n0604_p0181a11║況多行者；是故可念行五根(5근)。」
부처님께서 모든 비구들에게 말씀하셨다. “만약 손가락을 튀기는 순간에도 오직 신근(信根)을 행하여 4희(喜)의 일을 보며, 부처님과 법과 대중들과 계를 여의지 않는다면, 이것이 바로 정진하여 선을 행하는 것이며, 부처님께서 가르치신 대로이니, 어리석은 사람이 남의 보시만 먹는 것이 아닐진대, 어찌 하물며 많이 행한 이이겠느냐?

그 요체를 모아 잡아서 만약 손가락을 튀기는 순간에도 오직 진근(進根, 정진근 精進根)을 행하여 4정단(四正斷, 4의단 四意斷)을 보고, 염근(念根)을 행하여 4념처(四念處, 4의지 四意止)를 보고, 정근(定根)을 행하여 4선(禪)을 보고, 혜근(慧根)을 행하여 4제(諦)를 본다면, 모두 위에서 설한 바와 같으니, 어찌 하물며 많이 행한 이이겠느냐? 그러므로 5근(根)을 생각하여 행해야 하느니라.”— 《불설선행삼십칠품경》(佛說禪行三十七品經) 
한문본 & 한글본, 한문본의 괄호와 한글본의 일부는 편집자가 편집

5근은 번뇌를 항복시키고 성도의 길에서 향상(向上)하게 하는 다섯 가지 마음작용으로, 5무루근(五無漏根) 또는 5선근(五善根)이라고도 한다.
《잡아함경》 제26권 제646경 〈당지경〉(當知經)에 따르면 5근은 다음을 뜻한다.
1. 신근(信根): 4불괴정(四不壞淨)을 뜻한다. 4불괴정은 4증정(四證淨)이라고도 하는데, 불증정(佛證淨) · 법증정(法證淨) · 승증정(僧證淨) · 계증정(戒證淨)을 말한다. 무루지로 4성제의 이치를 증득함에 의하여 불 · 법 · 승 3보와 계(戒)에 대해 바른 믿음을 내는 것이다.[115][116][117][118]
2. 진근(進根): 4정단(四正斷)을 뜻한다. 즉, 37도품의 제2과인 단단 · 율의단 · 수호단 · 수단을 통칭하여 진근이라고 한다.
3. 염근(念根): 4념처(四念處)를 뜻한다. 즉, 37도품의 제1과인 신념처 · 수념처 · 심념처 · 법념처를 통칭하여 염근이라고 한다.
4. 정근(定根): 4선(四禪)을 뜻한다. 즉, 색계의 선정인 초선 · 2선 · 3선 · 4선을 통칭하여 정근이라고 한다.
5. 혜근(慧根): 4성제(四聖諦)를 뜻한다. 즉, 고성제 · 집성제 · 멸성제 · 도성제를 아는 무루지를 통칭하여 혜근이라고 한다.

T02n0099_p0182b16║如是我聞： 一時，佛住舍衛國祇樹給

T02n0099_p0182b17║孤獨園。 爾時，世尊告諸比丘：「有五根。何等

T02n0099_p0182b18║為五？謂信根、精進根、念根、定根、慧根。信根

T02n0099_p0182b19║者，當知是四不壞淨；精進根者，當知是四

T02n0099_p0182b20║正斷；念根者，當知是四念處；定根者，當知

T02n0099_p0182b21║是四禪；慧根者，當知是四聖諦。」 佛說此

T02n0099_p0182b22║經已，諸比丘聞佛所說，歡喜奉行。
이와 같이 나는 들었다.
어느 때 부처님께서 사위국 기수급고독원에 계셨다.
그때 세존께서 여러 비구들에게 말씀하셨다.
“다섯 가지 능력이 있다. 어떤 것이 그 다섯 가지 능력인가? 이른바 신근(信根) · 정진근(精進根) · 염근(念根) · 정근(定根) · 혜근(慧根)이니라.
신근이란 마땅히 4불괴정(不壞淨)이라는 것을 알아야 하고, 정진근이란 4정단(正斷)임을 알아야 하며, 염근이란 4념처(念處)임을 마땅히 알아야 하고, 정근이란 4선(禪)임을 알아야 하며, 혜근이란 4성제(聖諦)임을 마땅히 알아야 하느니라.”

부처님께서 이 경을 말씀하시자, 모든 비구들은 부처님의 말씀을 듣고 기뻐하며 받들어 행하였다.— 《잡아함경》 제26권 제646경 〈당지경〉(當知經)    한문본 & 한글본

한편, 《아비달마구사론》 제25권에 따르면 5근의 각 항목은 그 순서에 이유가 있다. 그 순서대로 먼저 인과법칙 즉 업과 업의 과보의 법칙 즉 연기법에 대한 믿음을 일으키고, 그 믿음에 바탕하여 정진하고 즉 악을 끊고 선을 증장시키고자 하고, 이 결과 4념처를 수행하게 되고, 4념처 수행에 의해 4선 등의 선정에 들고, 4선 등의 선정을 통해 제법실상을 아는 지혜 즉 반야를 성취한다.

T29n1558_p0132c13║信等何

T29n1558_p0132c14║緣次第如是。謂於因果先起信心為果修

T29n1558_p0132c15║因。次起精進由精進故念住所緣。由念

T29n1558_p0132c16║力持心便得定。心得定故能如實知。是故

T29n1558_p0132c17║信等如是次第。

‘신’ 등은 어떠한 연유에서 이와 같은 순서로 설해진 것인가? 이를테면 인과에 대해 먼저 신심(信心)을 일으킨 이는 결과를 얻기 위해 원인을 닦아야 하므로 다음으로 정진을 일으킨다. 정진으로 말미암아 염(念)은 소연에 머물게 되고, 염의 힘으로 말미암아 마음은 바로 선정을 획득하게 되며, 마음이 선정을 획득하였기 때문에 능히 참답게 아는 것이니, 그렇기 때문에 ‘신’ 등의 순서가 이와 같은 것이다.— 《아비달마구사론》 제25권    한문본 & 한글본

## 5력
5력(五力)은 신력(信力) · 진력(進力) · 염력(念力) · 정력(定力) · 혜력(慧力)을 말한다.
《불설선행삼십칠품경》(佛說禪行三十七品經)에서는 5력에 대해 다음과 같이 말하고 있다.

T15n0604_p0181a11║佛言：「諸比丘！若

T15n0604_p0181a12║彈指間，惟行信力(신력)，從得四喜之事，令無能壞，

T15n0604_p0181a13║是為精進行禪，為如佛教，非是愚癡食人施，

T15n0604_p0181a14║何況多行者；若彈指間，惟行精進力(진력)，若念力(염력)，

T15n0604_p0181a15║若定力(정력)，若慧力(혜력)，皆如上說，何況多行者；是故

T15n0604_p0181a16║可念行五力(5력)。」
부처님께서 모든 비구들에게 말씀하셨다.“만약 손가락을 튀기는 순간에도 오직 신력(信力)을 행하여 4희(喜)의 일을 얻어 능히 파괴할 수 없게 된다면, 이것이 바로 정진하여 선을 행하는 것이며, 부처님께서 가르치신 대로이니, 어리석은 사람이 남의 보시만 먹는 것이 아닐진대, 어찌 하물며 많이 행한 이이겠느냐?

만약 손가락을 튀기는 순간에도 오직 진력(進力, 정진력 精進力)과 염력(念力)과 정력(定力)과 혜력(慧力)을 행한다면, 모두 위에서 설한 바와 같으니, 어찌 하물며 많이 행한 이이겠느냐? 그러므로 5력(力)을 생각하여 행해야 하느니라.”— 《불설선행삼십칠품경》(佛說禪行三十七品經) 
한문본 & 한글본, 한문본의 괄호와 한글본의 일부는 편집자가 편집

5근은 번뇌를 항복시키고 성도의 길에서 향상(向上)하게 하는 다섯 가지 마음작용으로, 37도품의 제4과인 5근과  내용이 동일하다. 차이점은 5근에 비해 5력은 그 힘이 더 강해진 것이다.
《잡아함경》 제26권 제675경 〈당지오력경〉(當知五力經)에 따르면 5력은 다음을 뜻한다.
1. 신력(信力): 4불괴정(四不壞淨)을 뜻한다. 즉, 불증정(佛證淨) · 법증정(法證淨) · 승증정(僧證淨) · 계증정(戒證淨)을 통칭하여 신력이라고 한다.
2. 진력(進力): 4정단(四正斷)을 뜻한다. 즉, 37도품의 제2과인 단단 · 율의단 · 수호단 · 수단을 통칭하여 진력이라고 한다.
3. 염력(念力): 4념처(四念處)를 뜻한다. 즉, 37도품의 제1과인 신념처 · 수념처 · 심념처 · 법념처를 통칭하여 염력이라고 한다.
4. 정력(定力): 4선(四禪)을 뜻한다. 즉, 색계의 선정인 초선 · 2선 · 3선 · 4선을 통칭하여 정력이라고 한다.
5. 혜력(慧力): 4성제(四聖諦)를 뜻한다. 즉, 고성제 · 집성제 · 멸성제 · 도성제를 아는 무루지를 통칭하여 혜력이라고 한다.

T02n0099_p0185c09║如是我聞： 一時，佛住舍衛國祇樹給孤

T02n0099_p0185c10║獨園。 爾時，世尊告諸比丘……如上說。差別者：

T02n0099_p0185c11║「彼信力，當知是四不壞淨。精進力者，當知

T02n0099_p0185c12║是四正斷。念力者，當知四念處。定力者，當

T02n0099_p0185c13║知是四禪。慧力者，當知是四聖諦。」 佛說此

T02n0099_p0185c14║經已，諸比丘聞佛所說，歡喜奉行。
이와 같이 나는 들었다.
어느 때 부처님께서 사위국 기수급고독원에 계셨다.
그때 세존께서 모든 비구들에게 말씀하셨다.……(이 사이의 자세한 내용은 위의 소경에서 설한 것과 같으며, 다만 그와 다른 내용은 다음과 같다.)
“그 믿음의 힘이란 4불괴정(不壞淨)임을 마땅히 알아야 하고, 정진의 힘이란 4정단(正斷)임을 마땅히 알아야 하며, 생각의 힘이란 4념처(念處)임을 마땅히 알아야 하고, 선정의 힘이란 4선(禪)임을 마땅히 알아야 하며, 지혜의 힘이란 4성제(聖諦)임을 마땅히 알아야 하느니라.”

부처님께서 이 경을 말씀하시자, 모든 비구들은 부처님의 말씀을 듣고 기뻐하며 받들어 행하였다.— 《잡아함경》 제26권 제675경 〈당지오력경〉(當知五力經)    한문본 & 한글본

## 7각지
7각지(七覺支)는 염각지(念覺支) · 택법각지(擇法覺支) · 정진각지(精進覺支) · 희각지(喜覺支) · 경안각지(輕安覺支) · 정각지(定覺支) · 사각지(捨覺支)를 말한다.
《불설선행삼십칠품경》(佛說禪行三十七品經)에서는 7각지에 대해 다음과 같이 말하고 있다.

T15n0604_p0181a17║佛言諸比丘：「若彈指間，惟行念覺意(염각지)，以念所

T15n0604_p0181a18║當念，以愛念，以正念，為善法念，得志不忘，

T15n0604_p0181a19║是為精進行禪，為如佛教，不是愚癡食人施，

T15n0604_p0181a20║何況多行者，撮取其要；若彈指間，惟行法解

T15n0604_p0181a21║覺意(택법각지)，其意經經分別解、隨順解；若惟行精進

T15n0604_p0181a22║覺意(정진각지)，其身精進，意亦精進；若惟行愛覺意(희각지)，知

T15n0604_p0181a23║所當愛，令意得喜；若惟行止覺意(경안각지)，令身休止，

T15n0604_p0181a24║意亦休止；若惟行定覺意(정각지)，令意住念亦住，志

T15n0604_p0181a25║不亂，不邪念；若惟行護覺意(사각지)，為護行知所念，

T15n0604_p0181a26║知安身，令見道護惡念，安隱行事，事皆如上

T15n0604_p0181a27║說，何況多行者；是故可念行七覺意。」
부처님께서 모든 비구들에게 말씀하셨다.
“만약 손가락을 튀기는 순간에도 오직 염각지(念覺支, 염각의 念覺意)를 행하여서 마땅히 생각할 바를 생각하여 애념(愛念)과 정념(正念)으로 선법염(善法念)을 삼아 뜻을 얻어 잊어버리지 않는다면, 이것이 바로 정진하여 선을 행하는 것이며, 부처님께서 가르치신 대로이니, 어리석은 사람이 남의 보시만 먹는 것이 아닐진대, 어찌 하물며 많이 행한 이이겠느냐?

그 요체를 모아 잡아서 만약 손가락을 튀기는 순간에도 오직 택법각지(擇法覺支, 법을 이해하는 각의 法解覺意)를 행하여서 그 뜻을 경(經)마다 분별하여 알고 수순(隨順)하여 이해하며, 만약 정진각지(精進覺支, 정진각의 精進覺意)를 행하여서 그 몸이 정진하고 뜻도 또한 정진하며, 희각지(喜覺支, 애각의 愛覺意)를 행하여서 마땅히 사랑할 바를 알아 뜻으로 기쁨을 얻게 하며, 경안각지(輕安覺支, 지각의 止覺意)를 행하여서 몸이 휴지(休止)하고 뜻도 또한 휴지하게 하며, 정각지(定覺支, 정각의 定覺意)를 행하여서 뜻이 멈추고 생각도 또한 멈추며 뜻이 어수선하지 않고 삿된 생각을 하지 않게 하며, 사각지(捨覺支, 호각의 護覺意)를 행하고 행(行)을 호지(護持)하여 생각할 바를 알고 몸을 편하게 함을 알며, 도를 보아 악념을 호섭(護攝)하고 행하는 일마다 안온케 한다면, 모두 위에서 설한 바와 같으니, 어찌 하물며 많이 행한 이이겠느냐? 그러므로 7각지(七覺支, 7각의 七覺意)를 생각하여 행해야 하느니라.”— 《불설선행삼십칠품경》(佛說禪行三十七品經) 
한문본 & 한글본, 한문본의 괄호와 한글본의 일부는 편집자가 편집

7각지는 각(覺) 즉 보리 즉 지혜가 현행할 수 있게 하는 일곱 가지 마음작용이다.
1. 염각지(念覺支): 불도를 수행함에 있어서 잘 생각하여 지(止) · 관(觀)이 고르게 하는 것
2. 택법각지(擇法覺支): 지혜로써 진실한 법과 허위의 법을 가리는 것
3. 정진각지(精進覺支): 게으르지 않고 열심히 정법을 수행하는 것
4. 희각지(喜覺支): 정법의 획득과 성취에 기뻐하는 것
5. 경안각지(輕安覺支): 의각지(猗覺支)라고도 하며 몸과 마음이 경쾌하고 안온한 것
6. 정각지(定覺支): 선정에 들어 마음에 산란함이 없는 것
7. 사각지(捨覺支): 마음에 편파나 집착이 없어 균형된 것

《잡아함경》 제27권 제715경 〈식경〉(食經)에 따르면 7각지를 머물게 하고 존립하게 하는 자양분이 있는데 다음과 같다.
1. 염각지: 4념처(四念處)를 사유하는 것
2. 택법각지: 선법(善法)과 불선법(不善法)을 가려 사유하는 것
3. 정진각지: 4정단(四正斷)을 사유하는 것
4. 희각지: 기쁨[喜]과 기쁜 곳[喜處]를 사유하는 것
5. 경안각지: 몸의 쉼[身猗息]과 마음의 쉼[心猗息]을 사유하는 것
6. 정각지: 4선(四禪)을 사유하는 것
7. 사각지: 단계(斷界) · 무욕계(無欲界) · 멸계(滅界)의 3계를 사유하는 것

T02n0099_p0192c16║譬如身

T02n0099_p0192c17║依食而住、依食而立；如是七覺分依食而

T02n0099_p0192c18║住、依食而立。 「何等為念覺分食？謂四念處

T02n0099_p0192c19║思惟已，未生念覺分令起，已生念覺分轉生

T02n0099_p0192c20║令增廣，是名念覺分食 。「何等為擇法覺分

T02n0099_p0192c21║食？有擇善法，有擇不善法，彼思惟已，未生

T02n0099_p0192c22║擇法覺分令起，已生擇法覺分重生令增廣，

T02n0099_p0192c23║是名擇法覺分食。 「何等為精進覺分食？彼四

T02n0099_p0192c24║正斷思惟，未生精進覺分令起，已生精進覺

T02n0099_p0192c25║分重生令增廣，是名精進覺分食。 「何等為

T02n0099_p0192c26║喜覺分食？有喜，有喜處，彼思惟，未生喜覺分

T02n0099_p0192c27║令起，已生喜覺分重生令增廣，是名喜覺

T02n0099_p0192c28║分食。 「何等為猗覺分食，有身猗息、心猗息思

T02n0099_p0192c29║惟，未生猗覺分令起，已生猗覺分重生令增

T02n0099_p0193a01║廣，是名猗覺分食。 「何等為定覺分食？謂有

T02n0099_p0193a02║四禪思惟，未生定覺分令生起，已生定覺分

T02n0099_p0193a03║重生令增廣，是名定覺分食。 「何等為捨覺

T02n0099_p0193a04║分食？有三界。何等三？謂斷界、無欲界、滅界。

T02n0099_p0193a05║彼思惟，未生捨覺分令起，已生捨覺分重生

T02n0099_p0193a06║令增廣，是名捨覺分食。」
비유하면, 몸은 음식을 의지해 머물고 음식을 의지해 존립하는 것과 같이, 7각지[覺分]도 자양분을 의지해 머물고 자양분을 의지해 존립한다. 어떤 것을 염각지의 자양분이라고 하는가? 이른바 4념처를 생각하면 아직 생기지 않은 염각지는 일어나게 하고, 이미 생긴 염각지는 더욱 생겨 많아지게 한다. 이것을 염각지의 자양분이라고 한다. 어떤 것을 택법각지의 자양분이라고 하는가？ 착한 법을 가리고[擇] 착하지 않은 법을 가려 그것을 생각하면 아직 생기지 않은 택법각지는 일어나게 하고, 이미 생긴 택법각지는 거듭 생겨 더욱 많아지게 한다. 이것을 택법각지의 자양분이라고 한다.
어떤 것을 정진각지의 자양분이라고 하는가? 저 4정단에 대해 생각하면 아직 생기지 않은 정진각지는 일어나게 하고 이미 생긴 정진각지는 거듭 생겨 더욱 많아지게 한다. 이것을 정진각지의 자양분이라고 한다. 어떤 것을 희각지의 자양분이라고 하는가？ 희열과 희열의 경계가 있는데, 그것을 생각하면 아직 생기지 않은 희각지는 일어나게 하고, 아직 생기지 않은 희각지는 거듭 생겨 더욱 많아지게 한다. 이것을 희각지의 자양분이라고 한다. 어떤 것을 의각지의 자양분이라고 하는가？ 몸의 쉼과 마음의 쉼이 있는데 이것을 생각하면 아직 생기지 않은 의각지는 일어나지 않고, 이미 생긴 의각지는 거듭 생겨 더욱 많아지게 한다.

어떤 것을 정각지의 자양분이라고 하는가? 이른바 4선(禪)이 있는데, 그것을 생각하면 생기지 않은 정각지는 일어나게 하고, 이미 생긴 정각지는 거듭 생겨 더욱 많아지게 한다. 이것을 정각지의 자양분이라고 한다. 어떤 것을 사각지의 자양분이라고 하는가? 세 세계가 있는데, 어떤 것이 그 세 가지인가？ 단계(斷界) · 무욕계(無欲界) · 멸계(滅界)이니, 그것을 생각하면 아직 생기지 않은 사각지는 일어나게 하고 이미 생긴 사각지는 거듭 생겨 더욱 많아지게 한다. 이것을 사각지의 자양분이라고 한다.— 제27권 제715경 〈식경〉(食經)    한문본 & 한글본

그리고 《잡아함경》 제27권 제737경 〈칠도품경〉(七道品經)에 따르면 7각지는 차례로 일어난다.

T02n0099_p0196c21║如是我聞： 一時，佛住舍衛國祇樹給孤

T02n0099_p0196c22║獨園。 爾時，世尊告諸比丘：「所謂覺分。何等為

T02n0099_p0196c23║覺分？」 諸比丘白佛：「世尊是法根、法眼、法依，唯

T02n0099_p0196c24║願為說。諸比丘聞已，當受奉行。」 佛告諸比

T02n0099_p0196c25║丘、比丘尼：「七覺分者，謂七道品法。諸比丘！此

T02n0099_p0196c26║七覺分漸次起，漸次起已，修習滿足。」 諸比丘

T02n0099_p0196c27║白佛：「云何七覺分漸次起，漸次起已，修習滿

T02n0099_p0196c28║足？ 「若比丘身身觀念住，彼身身觀念住已，專

T02n0099_p0196c29║心繫念不忘，當於爾時方便修念覺分；方

T02n0099_p0197a01║便修念覺分已，修習滿足，謂修念覺分已，

T02n0099_p0197a02║於法選擇，當於爾時修擇法覺分方便，修

T02n0099_p0197a03║擇法覺分方便已，修習滿足。如是精進、喜、

T02n0099_p0197a04║猗、定、捨覺分亦如是說。如內身，如是外

T02n0099_p0197a05║身、內外身，受、心、法法觀念住，專心繫念不

T02n0099_p0197a06║忘，當於爾時方便修念覺分，方便修念覺

T02n0099_p0197a07║分已，修習滿足。乃至捨覺分亦如是說，是

T02n0099_p0197a08║名比丘七覺分漸次起，漸次起已，修習滿足。」

T02n0099_p0197a09║佛說此經已，諸比丘聞佛所說，歡喜奉行。
이와 같이 나는 들었다.
어느 때 부처님께서 사위국 기수급고독원에 계셨다.
그때 세존께서 모든 비구들에게 말씀하셨다.
“각지[覺分]라 말했는데 어떤 것을 각지라고 하는가?”
비구들이 부처님께 아뢰었다.
“세존께서는 법의 근본이시고, 법의 눈이시며, 법의 의지처이십니다. 원컨대 말씀하여 주십시오. 저희 비구들은 마땅히 그것을 듣고 받들어 행하겠습니다.”
부처님께서 비구와 비구니들에게 말씀하셨다.
“7각지란 7도품(道品)을 일컫는 말이다. 비구들아, 이 7각지는 차례로 일어나는데, 차례로 일어나면 그것을 닦아 익혀 원만히 구족해야 하느니라.”
비구들이 부처님께 아뢰었다.
“7각지는 어떻게 차례로 일어나며, 차례로 일어나면 어떻게 닦아 익혀 원만히 구족해야 합니까?”
“만일 비구가 몸을 몸 그대로 관찰하는 생각에 머물고, 그가 몸을 몸 그대로 관찰하는 생각에 머문 뒤에는 전일한 마음으로 생각을 집중하여 잊지 않으면, 그때 염각지를 방편으로써 닦고, 염각지를 방편으로 닦은 뒤에는 닦고 익힌 것을 원만히 구족하게 된다. 이른바 염각지를 닦은 뒤에 법을 선택하고 가리면 이때 택법각지를 방편으로써 닦고, 택법각지를 방편으로써 닦은 뒤에는 닦아 익힌 것을 원만히 갖추게 된다. 이와 같아서 정진각지 · 희각지 · 의각지 · 정각지 · 사각지도 또한 마찬가지이다.
안의 몸과 마찬가지로 바깥의 몸 · 안팎의 몸 · 느낌[受] · 마음[心] · 법(法)을 법 그대로 관찰하는 생각에 머물러, 전일한 마음으로 생각을 집중하여 잊지 않으면, 그때 염각지를 방편으로써 닦고, 염각지를 방편으로써 닦은 뒤에는 닦고 익힌 것을 원만히 구족하게 되며, …… (내지)……사각지도 또한 그와 같다. 이것을 이름하여 비구가 7각지가 차례로 일어나는데, 차례로 일어난 뒤에는 닦아 익혀 원만히 구족하게 하는 것이라고 하느니라.”

부처님께서 이 경을 말씀하시자, 모든 비구들은 부처님의 말씀을 듣고 기뻐하며 받들어 행하였다.— 《잡아함경》 제27권 제737경 〈칠도품경〉(七道品經)    한문본 & 한글본

## 8정도
8정도(八正道)는 정견(正見) · 정사유(正思惟) · 정어(正語) · 정업(正業) · 정명(正命) · 정정진(正精進) · 정념(正念) · 정정(正定)를 말한다.
《불설선행삼십칠품경》(佛說禪行三十七品經)에서는 8정도에 대해 다음과 같이 말하고 있다.

T15n0604_p0181a27║佛言：「諸

T15n0604_p0181a28║比丘！若彈指間，惟行正見(정견)，以知古知始知

T15n0604_p0181a29║終，知內知外，知苦知習知盡知道，知佛知

T15n0604_p0181b01║法知比丘眾，知學行事如六合，所習所取，歡

T15n0604_p0181b02║樂變失，及其歸趣，知不貪之德，是為正見，為

T15n0604_p0181b03║精進行禪，為如佛教，不是愚癡食人施，何況

T15n0604_p0181b04║多行者，撮取其要；若彈指間，惟行正思(정사유)，為思

T15n0604_p0181b05║出家、思不諍、思不殺；若惟行正語(정어)、不妄語、不

T15n0604_p0181b06║兩舌、不惡口、不形笑；若惟行正命(정명)，不以貪生

T15n0604_p0181b07║活，不恚生活，不以癡生活；若惟行正業(정업)，不殺、

T15n0604_p0181b08║不盜竊、不邪婬；若惟行正治(정정진)，以修治四意斷(4정단)

T15n0604_p0181b09║之事；若惟行正念(정념)，以受行四意止(4념처)，亦惟行正

T15n0604_p0181b10║定(정정)，以思念四禪事，事皆同如上說，其彈指間

T15n0604_p0181b11║功德如是，何況多行者；是故可念行八正道(8정도)。」
부처님께서 모든 비구들에게 말씀하셨다.
“만약 손가락을 튀기는 순간에도 오직 정견(正見)을 행하여 옛적을 알고 지금을 알며 처음을 알고 나중을 알며, 안을 알고 바깥을 알며, 고(苦)를 알고 습(習)을 알고 진(盡)을 알고 도(道)를 알며, 부처님을 알고 법을 알고 비구 대중을 알며, 학행(學行) 하는 일에서 저 6합(合)의 습(習)하는 바와 취(取)하는 바와 환희함과 변실(變失)함과 그 귀취(歸趣)를 알며, 탐하지 않는 덕을 안다면, 이것이 바로 정견(正見)이요 정진하여 선을 행하는 것이며, 부처님께서 가르치신 대로이니, 어리석은 사람이 남의 보시만 먹는 것이 아닐진대, 어찌 하물며 많이 행한 이이겠느냐?

그 요체를 모아 잡아서 만약 손가락을 튀기는 순간에도 오직 정사유(正思惟, 정사 正思)를 행하여 출가(出家) 하기를 생각하여 다투지 않기를 생각하고 살생하지 않기를 생각하며, 만약 오직 정어(正語)를 행하여 망녕된 말을 하지 않고 양설(兩舌)을 하지 않고 악구(惡口)를 하지 않고 함부로 웃지 않으며, 만약 오직 정명(正命)을 행하여 탐욕으로 생활하지 않고 성냄으로 생활하지 않고 어리석음으로 생활하지 않으며, 만약 오직 정업(正業)을 행하여 살생하지 않고 훔치지 않고 사음(邪婬)하지 않으며, 만약 오직 정정진(正精進, 정치 正治)를 행하여 4정단(四正斷, 4의단 四意斷)의 일을 닦아 다스리며, 만약 오직 정념(正念)을 행하여 4념처(四念處, 4의지 四意止)를 수행하며, 또한 오직 정정(正定)을 행하여 4선(禪)의 일을 생각한다면, 모두 위에서 설한 바와 같으니, 그 손가락을 튀기는 순간의 공덕도 이와 같은데 어찌 하물며 많이 행한 이이겠느냐? 그러므로 8정도(正道)를 생각하여 행해야 하느니라.”— 《불설선행삼십칠품경》(佛說禪行三十七品經) 
한문본 & 한글본, 한문본의 괄호와 한글본의 일부는 편집자가 편집

위의 《불설선행삼십칠품경》과 《중아함경》 제49권 제189경 〈성도경〉(聖道經)에 따르면 8정도는 다음과 같다.
| 8정도             | 불설선행삼십칠품경 | 중아함경 제49권 제189경 성도경(聖道經) |
| ----------------- | --- | --- |
| 1. 정견(正見)     | - 옛적을 알고 지금을 앎: 과거와 현재 즉 인과를 앎 - 처음을 알고 나중을 앎: 처음과 끝 즉 연기를 앎 - 안을 알고 바깥을 앎: 안과 밖 즉 12처 즉 일체법을 앎 - 고(苦) · 습(習) · 진(盡) · 도(道)를 앎: 고집멸도의 4성제를 앎 - 부처님을 알고 법을 알고 비구 대중을 앎: 불법승의 3보를 앎 - 6합(六合)의 습(習)하는 바와 취(取)하는 바와 환희함과 변실(變失)함과 그 귀취(歸趣)를 앎: 6근(六根)을 여실히 통달하여 앎 - 탐하지 않는 덕을 앎 | - 보시도 있고 재도 있고 또한 주설도 있다고 보는 것[有施 有齋 亦有呪說] - 선악의 업도 있고 선악업의 과보도 있다고 보는 것[有善惡業 有善惡業報] - 이 세계도 있고 저 세계도 있다고 보는 것[有此世彼世] - 아비도 있고 어미도 있다고 보는 것[有父有母] - 세상에는 좋은 곳에 이르고 잘 가고 잘 향하며 이 세상과 저 세상을 스스로 알고 스스로 깨닫고 스스로 징험하고 성취하여 노니는 참 사람도 있다고 보는 것[世有眞人往至善處 善去善向 此世彼世自知自覺自作證成就遊] |
| 2. 정사유(正思惟) | - 출가하기를 생각함 - 다투지 않기를 생각함 - 살생하지 않기를 생각함 | - 탐욕이 없는 생각[無欲念] - 성냄이 없는 생각[無恚念] - 해침이 없는 생각[無害念] |
| 3. 정어(正語)     | - 망녕된 말을 하지 않음: 거짓말을 하지 않음 - 양설(兩舌)을 하지 않음: 이간하는 말을 하지 않음 - 악구(惡口)를 하지 않음: 추악한 말을 하지 않음 - 함부로 웃지 않음: 꾸밈말을 하지 않음 | - 거짓말을 여읜 말[離妄言] - 이간하는 말을 여읜 말[離兩舌] - 추악한 말을 여읜 말[離麤言] - 꾸밈말을 여읜 말[離綺語] |
| 4. 정업(正業)     | - 살생하지 않음 - 훔치지 않음: 도적질하지 않음 - 사음(邪婬)하지 않음 | - 살생을 여읜 업[離殺] - 도둑질을 여읜 업[離不與取] - 사음을 여읜 업[離邪婬] |
| 5. 정명(正命)     | - 탐욕으로 생활하지 않음 - 성냄으로 생활하지 않음 - 어리석음으로 생활하지 않음 | - 구하는 것이 뜻에 차지 않더라도 여러 가지 축생의 주문을 외우는 등 삿된 방법으로 생활을 존속해 가지 않는 것[若不求無滿意 不以若干種畜生之呪 不邪命存命] - 법답게 의복을 구하고 법답게 음식 · 평상 · 탕약과 여러 가지 생활 도구를 구하는 것[如法求衣被 飮食 牀榻 湯藥 諸生活具] |
| 6. 정정진(正精進) | - 4정단 | - 4정단 |
| 7. 정념(正念)     | - 4념처 | - 4념처 |
| 8. 정정(正定)     | - 4선 | - 욕심을 여의고 착하지 않은 악법을 여의며 나아가 제4선을 얻어 성취하여 노님[離欲離惡不善之法 至得第四禪成就遊] |

위의 두 경에서 정견(正見)에 대해서 설하는 바가 서로 다른데, 이에 대하여 고타마 붓다는 《잡아합경》 제28권 제785경 〈광설팔성도경〉에서 정견 등 팔정도의 각각은 좋은 세계로 향하게 하는 것과 출세간으로 향하게 하는 두 가지가 있다고 설하고 있다. 즉, 《불설선행삼십칠품경》의 정견은 출세간을 향하는 관점의 내용이고 《중아함경》 제49권 제189경 〈성도경〉은 좋은 세계로 향하는 관점의 내용이다.

T02n0099_p0203a21║何等為正見？謂正見有二種，有正見，是

T02n0099_p0203a22║世、俗，有漏、有取，轉向善趣；有正見，是聖、出世

T02n0099_p0203a23║間，無漏、無取，正盡苦，轉向苦邊。何等為正

T02n0099_p0203a24║見有漏、有取，向於善趣？若彼見有施、有說，

T02n0099_p0203a25║乃至知世間有阿羅漢，不受後有，是名世

T02n0099_p0203a26║間正見，世、俗，有漏、有取，向於善趣。何等為正

T02n0099_p0203a27║見是聖、出世間，無漏、不取，正盡苦，轉向苦邊？

T02n0099_p0203a28║謂聖弟子苦苦思惟，集、滅、道道思惟，無漏思

T02n0099_p0203a29║惟相應，於法選擇，分別推求，覺知黠慧，開

T02n0099_p0203b01║覺觀察，是名正見是聖、出世間，無漏、不取，正

T02n0099_p0203b02║盡苦，轉向苦邊。
어떤 것이 바른 견해인가？ 바른 견해에는 두 가지가 있다. 하나는 세상 사람과 세속의 바른 견해로서 번뇌[漏]가 있고 취함[取]이 있으면서 좋은 세계로 향하는 것이요,또 하나는 성인과 출세간(出世間)의 바른 견해로서 번뇌가 없고 취함이 없어, 바로 괴로움을 없애 괴로움의 끝으로 향하는 것이다.
어떤 것을 세상 사람과 세속의 바른 견해로서 번뇌가 있고 취함이 있으면서 좋은 세계로 향하는 것이라고 하는가？ 만일 그가 보시[施]가 있고 주장[說]이 있음을 보고,……(내지)……이 세상에 어떤 아라한이 있어 후생(後生)에 몸을 받지 않는다는 것을 안다면, 그것이 세간의 바른 견해요, 세상 사람과 세속의 바른 견해로서 번뇌가 있고 취함이 있으면서 좋은 세계로 향하는 것이라고 한다.

어떤 것을 성인과 출세간의 바른 견해로서, 번뇌가 없고 취함이 없어, 바로 괴로움을 없애 괴로움의 끝으로 향하는 것이라고 하는가？ 이른바 거룩한 제자는 괴로움을 괴로움이라 생각하고, 괴로움의 발생[集]ㆍ소멸[滅]도 마찬가지로 생각하며, 소멸에 이르는 길[道]을 소멸에 이르는 길이라 생각하여, 번뇌가 없는 생각과 서로 호응하여, 법을 선택하고 분별하여 깨달아 앎을 구하고 지혜로 깨닫고 관찰한다. 이것을 성인과 출세간의 바른 견해로서, 번뇌가 없고 취함이 없어 바로 괴로움을 없애 괴로움의 끝으로 향하는 것이라고 하느니라.— 《잡아함경》 제28권 제785경 〈광설팔성도경〉(廣說八聖道經)    한문본 & 한글본

또한, 《잡아함경》 제12권 제301권 〈가전연경〉(迦旃延經)에서 고타마 붓다는 오로지 정견(正見)에 대해서 설하고 있는데 위의 두 경과는 달리  정견은 유무, 즉, 상견과 단견의 두 극단을 떠난 중도에서 있음과 없음 즉 연기법에 따른 발생과 소멸을 있는 그대로 미혹됨이 없이 스스로 아는 것이라 설하고 있다. 그리고 이 설법을 들은 존자 산타가전연은 그 자리에서 해탈하여 아라한이 되었다. 부파불교와 대승불교의 모든 교학은 바로 이 문제 즉 37도품 전체와 그 중의 하나인 정견과의 관계를 해명하는 것이라고 할 수 있다. 《대지도론》 제19권에서는 다음과 같이 말하고 있다. "하지만 중생들이 괴로움을 싫어하고 즐거움에 집착되었기에 이런 중생들을 위하여 4성제를 말씀하시어 '몸과 마음 등의 모든 법은 모두가 괴로움이어서 즐거움이 없다. 이 괴로움의 인연은 애착[愛] 등의 모든 번뇌에서 유래한다. 이 괴로움이 다한 곳을 열반이라 하며, 방편[즉, 37도품, 6바라밀]으로 열반[즉, 정견, 각, 반야]에 이르니 이것을 일컬어 도[즉,  불교]라 한다.' 하셨다."

T02n0099_p0085c17║如是我聞： 一時，佛住那梨聚落深林

T02n0099_p0085c18║中待賓舍。 爾時，尊者[跳-兆+散]陀迦旃延詣佛所，

T02n0099_p0085c19║稽首佛足，退住一面，白佛言：「世尊！如世尊

T02n0099_p0085c20║說正見。云何正見？云何世尊施設正見？」 佛

T02n0099_p0085c21║告[跳-兆+散]陀迦旃延：「世間有二種依，若有、若無，

T02n0099_p0085c22║為取所觸；取所觸故，或依有、或依無。若

T02n0099_p0085c23║無此取者，心境繫著使不取、不住、不計我

T02n0099_p0085c24║苦生而生，苦滅而滅，於彼不疑、不惑，不由

T02n0099_p0085c25║於他而自知，是名正見，是名如來所施設

T02n0099_p0085c26║正見。所以者何？世間集如實正知見，若世間

T02n0099_p0085c27║無者不有，世間滅如實正知見，若世間有

T02n0099_p0085c28║者無有，是名離於二邊說於中道，所謂此

T02n0099_p0085c29║有故彼有，此起故彼起，謂緣無明行，乃至

T02n0099_p0086a01║純大苦聚集，無明滅故行滅，乃至純大苦聚

T02n0099_p0086a02║滅。」 佛說此經已，尊者[跳-兆+散]陀迦旃延聞佛所

T02n0099_p0086a03║說，不起諸漏，心得解脫，成阿羅漢。
이와 같이 나는 들었다.
어느 때 부처님께서 나리(那梨)라고 하는 마을 깊은 숲 속에 있는 대빈사(待賓舍)에 계셨다.
그때 존자 산타가전연(跚陁迦旃延)이 부처님 계신 곳으로 나아가 머리를 조아려 부처님의 발에 예배하고 한쪽에 물러나서 부처님께 아뢰었다.
“세존이시여, 세존께서 말씀하시는 바른 소견[正見]이라고 말씀하셨는데, 어떤 것을 바른 소견이라고 하며, 어떤 것을 세존께서 시설하신 바른 소견이라고 합니까？”
부처님께서 산타가전연에게 말씀하셨다.
“세간 사람들이 의지하는 것에 두 가지가 있으니, 유(有)와 혹은 무(無)이다. 취함[取]에 부딪히고, 취함에 부딪히기 때문에 혹은 유에 의지하고 혹은 무에 의지한다. 만일 이 취함이 없다면 마음과 경계를 얽어매는 번뇌를 취하지 않고, 머무르지 않으며, 헤아리지 않을 것이다. 자신에게 괴로움이 생기면 생겼다고 보고, 괴로움이 소멸하면 소멸했다고 보아 그것에 대해 의심하지 않고, 미혹하지 않으며, 다른 사람을 의지하지 않고 스스로 아는 것을 바른 소견이라고 한다. 이것이 여래가 시설한 바른 소견이니라.
왜냐하면 세간의 발생을 사실 그대로 바르게 알고 본다면 세간이 없다는 것은 있을 수 없는 일이요, 세간의 소멸을 사실 그대로 알고 본다면 세간이 있다는 것은 있을 수 없는 일이니, 이것을 두 극단을 떠나 중도에서 말하는 것이라고 하느니라. 이른바 ‘이것이 있기 때문에 저것이 있고, 이것이 일어나기 때문에 저것이 일어난다’는 것이니, 즉 무명을 인연하여 행이 있고 ……(내지)…… 순전한 괴로움뿐인 큰 무더기가 발생하며, 무명이 소멸하기 때문에 행이 소멸하고 ……(내지)……순전한 괴로움뿐인 큰 무더기가 소멸하느니라.”

부처님께서 이 경을 말씀하시자, 존자 산타가전연은 부처님의 말씀을 듣고 모든 번뇌를 일으키지 않고 마음이 해탈하여 아라한이 되었다.— 《잡아함경》 제12권 제301경 〈가전연경〉(迦旃延經)    한문본 & 한글본

## 참고 문헌
- 곽철환(2003). 《시공 불교사전》. 시공사 / 네이버 지식백과.
- 구나발타라(求那跋陁羅) 한역(K0950, T.0099). 《잡아함경》. 불교기록 문화유산 아카이브.
- 권오민(2003). 《아비달마불교》. 민족사.
- 대한불교조계종 교육원 불학연구소 편저(2005). 《수행법 연구》
- 세친 지음, 현장 한역, 권오민 번역(K.0955, T.1558). 《아비달마구사론》. 불교기록 문화유산 아카이브.
- 승가제바(僧伽提婆) 한역(K0648, T.0026). 《중아함경》. 불교기록 문화유산 아카이브.
- 역자 미상(K0651, T.0100) 《별역잡아함경》. 불교기록 문화유산 아카이브.
- 운허. 《불교 사전》. 한글대장경 .
- (영어) DDB. 《Digital Dictionary of Buddhism》(電子佛教辭典). Edited by A. Charles Muller.
- (영어) Rhys Davids(1921). 《Pali-English Dictionary》.
- (영어) Thanissaro Bhikkhu(2011). "Wings to Awakening: An Anthology from the Pali Canon". 2022년 5월 27일에 확인. - 37도품에 대한 글
- (중국어) 구나발타라(求那跋陁羅) 한역(T.0099). 《잡아함경》(雜阿含經). 대정신수대장경. T2, No. 96, CBETA.
- (중국어) 星雲. 《佛光大辭典 보관됨 2022-05-27 - 웨이백 머신》(불광대사전), 3판.
- (중국어) 세친 조, 현장 한역(T.1558). 《아비달마구사론》(阿毘達磨俱舍論). 대정신수대장경. T29, No. 1558, CBETA
- (중국어) 승가제바(僧伽提婆) 한역(T.0026). 《중아함경》(中阿含經). 대정신수대장경. T1, No. 26, CBETA.
- (중국어) 역자 미상(T.0100). 《별역잡아함경》(別譯雜阿含經). 대정신수대장경. T2, No. 100, CBETA.